# CEO -10th Anniversary Deluxe Edition-
『CEO -10th Anniversary Deluxe Edition』（シーイーオー テンスアニバーサリーデラックスエディション）は、日本のロックバンドであるyes, mama ok?のアルバム。

## 解説
かつて「CEO」は2000年に、金剛地本人が設立した、メジャー傘下のインディーズレーベル”etiquette recording co.”から発売されたものであるが、メジャー会社の倒産により、発売から数ヶ月で廃盤となり、長年入手困難の状態にあった。
再発盤のもともとの発売日は9月22日だったが、何らかの事情で発売日が延期、再度延期の際には延期日未定となり、一部のサイトでは予約の取り消しが起こった。
Disc 1には「CEO」のオリジナル盤に加えて、エンハンスドCDで”sun oil”のPVを収録。Disc 2には、未発表ライブ音源・アウトテイク・コンピレーションアルバムに収録されていた楽曲・復活ライブで披露された新曲”like a rolling stone”のデモバージョンなど、全21曲を収録。
アルバム収録曲の”days of heliotrope”では、ブックレットに金剛地が手書きで書いた歌詞・ギターコードが印刷されている。
タワーレコードでの予約特典は特製鉛筆。HMVオンラインでの予約特典は、金剛地本人直筆フロッタージュのコピー。

## 収録曲

### Disc 1
1. telefono #1
2. breaches of etiquette ≠ out of order
3. in place of my arms
4. sun oil
5. telefono #2
6. steeplechase
7. who is the castanet hero?
8. CEO (century end's order)
9. a stitch in time saves nine
10. theme from "THE BIG OFF"
11. an empty room
12. days of heliotrope

- sun oil PV（エンハンスドCD）

### Disc 2
1. RYDEEN
2. wild turkey
3. in place of my arms
4. wild turkey (instrumental)
5. it happens in December
6. トレイル・ランナー カッコいい！
7. 問と解
8. hurry up!
9. cut up!
10. wild turkey (live / 2001)
11. steeplechase (live / 2001)
12. chez les yé-yé (live / 2003)
13. the look of love (live / 2003)
14. in place of my arms (live / 2003)
15. in place of my arms (live / 2004)
16. wild turkey (live / 2002)
17. charley (live / 1999)
18. days of heliotrope (live / 2004)
19. wild turkey（feat. 片岡知子）
20. すみれ September Love
21. like a rolling stone